# Tata Magic Iris
Apresentado no Salão do Automóvel de Nova Délhi 2010, na Índia, o Tata Magic Iris, produzido pela montadora indiana Tata Motors, foi anunciada como a minivan mais barata do mundo. O Tata Magic Iris é montado sobre a plataforma do Tata Nano.

## Detalhes técnicos

### Powertrain
- Motor:
  - 611cc e 11 cavalos

### Desempenho
- Velocidade máxima: 55 km/h